# フランス語の文法
フランス語の文法（フランスごのぶんぽう）では現代標準フランス語の文法について記述する。

## 文法範疇
名詞に関わる文法範疇には、他の印欧諸語と同じく性・数・定性・格などがある。性は男性・女性の 2 つ。数は単数・複数の 2 つで、当然ながら可算・不可算の別がある。性・数の表示は、冠詞や指示詞・所有形容詞などの限定詞やその他の形容詞、および過去分詞の先行詞との一致などに現れる。定性は冠詞で示される。普通名詞の格変化はなく、名詞の格機能は語順および前置詞で表される。また人間と非人間は、疑問詞 (qui / quoi) や一部の不定代名詞 (personne / rien) では区別されるが、関係代名詞では区別されない。

## 人称代名詞
フランス語の人称代名詞は、強勢形を除く全てが接語である点が特徴である。

## 限定詞
フランス語の限定詞には、冠詞、所有限定詞、指示限定詞、否定限定詞、疑問限定詞がある。フランス語では、名詞ではなくもっぱら限定詞が性、数を示す。

## 動詞

### 法・時制・相
伝統的な文法では、フランス語は直説法、条件法、接続法、命令法の 4 種類の法を持つとされる。しかしこのうち条件法は、直説法過去未来と見るほうが良い。時制は、直説法（条件法を含む）が 10 通り、接続法が 4 通り、命令法が 2 通りの計 16 通りがあるとされる。しかし各々の半数は、助動詞と過去分詞を用いる複合時制と呼ばれるもので、形態的には英語やドイツ語の完了に当たる。従って、真の法・時制は 8 通りである。この内 2 通りは現代口語では使われない。過去のみ、完結と非完結の違いがある。完結とは出来事を全体として示す相で、非完結とは出来事の一部を示す相であり、日本語の「した」対「していた」、英語の I did 対 I was doing の対立とほぼ同じである。完了とは関係がない。直説法単純過去と接続法半過去、およびその完了相の直説法前過去と接続法大過去は、現代口語では使われない。直説法単純過去の代わりに直説法複合過去（現在完了）が使われる。現在完了が過去を表すのは、ドイツ語にも見られる特徴である。接続法は時制を失い、一般か完了かの違いしかない。
- 現在形（仏: Présent）

発話の時点で起きている事象を表す。
Elle parle seulement avec les amis amicaux dans l'église.
彼女は教会では自分の気の合う人達だけと話す。
- 単純過去（仏: Passé simple）

発話の時点での歴史的事実を示す。ラテン語の現在完了形を引き継いだもの。文語でのみ使われる。
Elle parla seulement avec les amis amicaux dans l'église.
彼女は教会では自分の気の合う人達だけと話しました。
- 半過去（仏: Imparfait）

発話の時点での過去の習慣や動作を示す。ラテン語の未完了過去引き継いだもの。
Elle parlait seulement avec les amis amicaux dans l'église.
彼女は教会では自分の気の合う人達だけと話していた。
- 単純未来（仏: Futur simple）

発話の時点での未来の事象を表す。ラテン語の未来形と同じだが、文法的な起源が異なる。
Elle parlera seulement avec les amis amicaux dans l'église.
彼女は教会では自分の気の合う人達だけと話すだろう。
- 複合過去（仏: Passé antérieur）

発話の時点での過去の事象を示す。ラテン語の現在完了形と大まかには同じだが、俗ラテン語を起源とする。
Elle a parlé seulement avec les amis amicaux dans l'église.
彼女は教会では自分の気の合う人達だけと話した。
- 大過去（仏: Plus-que-parfait）

発話の時点での遠い過去や過去に完了した事象を示す。ラテン語の過去完了形と大まかには同じだが、俗ラテン語を起源とする。
Elle eut parlé seulement avec les amis amicaux dans l'église.
彼女は教会では自分の気の合う人達だけと過去には話した。
- 前未来（仏: Futur antérieur）

発話の時点での未来に完了する事象を示す。ラテン語の未来完了形と大まかには同じだが、俗ラテン語を起源とする。
Elle aurai parlé seulement avec les amis amicaux dans l'église.
彼女は教会では自分の気の合う人達だけと話し終えている。
- 条件法（仏: Conditionnel）

主に条件節で使われる。主節では婉曲的な表現で用いることがある。
Si elle serait une menteuse, elle tomberait en enfer.
もし嘘つきなら、地獄へと落ちるだろう。
Si beaucoup des psychopathies auraient travaillé en la publicité, Ce aurait été l'ennemi de la société.
もし多くのサイコパスが広告業界で働いていたならば、それは社会の敵であったかもしれない。
- 接続法（仏: Subjonctif）

主に感情、願望や義務、目的を表す従属節で使われる。主節で使われる場合は義務や完了を示す。
Votre parole soit toujours accompagnée de grâce, assaisonnée de sel.
いつも、塩で味つけられた、やさしい言葉を使いなさい。
Afin que vous sachiez comment il faut répondre à chacun.
そうすれば、ひとりびとりに対してどう答えるべきか、わかるであろう。
- 命令法（仏: Impératif）

対象に対する命令や勧誘を表す。
Casse–toi, riche con.
消え失せろ、この金満野郎。
Soufflons nous-mêmes notre forge.
われらの炉を蒸かそう。
Battons le fer quand il est chaud.
鉄は熱いうちに叩こう。

### 活用
フランス語の動詞の活用は一見複雑であるが、生成音韻論に基づくと、単純な構造が明らかになる。活用形はほぼ全てが語幹 + 語尾という形からなる。規則動詞では語幹は変化しないが、そうでない場合は法や時制が変わると語幹が補充形を取ることがある。この語幹の変化には依存関係があり、ばらばらに変化するわけではない。例えば、命令法の語幹が補充形なら、その語幹は接続法現在でも使われる。
語尾はほぼ完全に規則的であり、不規則な変化は、直説法現在の être, avoir, aller, faire, dire およびそれに基づく命令法だけである。

## 否定文
フランス語の否定文は、ne ～ pas に代表されるように否定が ne を含む 2 語で表されることと、多様な否定語があることが特徴である。

## 疑問文
フランス語は多様な疑問文の形式があり、それぞれ文体やニュアンスに違いがある。

## 形容詞
- フランス語の形容詞は基本的に後置修飾である。
- 前の名詞の性、数によって次のように変化する。
  - un chien noir (黒い雄犬)
  - des chiens noirs (黒い雄犬たち)
  - une chienne noire (黒い雌犬)
  - des chiennes noires (黒い雌犬たち)

- 一部の比較的使用頻度の高い形容詞は前置修飾になる。この場合でも性、数の変化はする。
  - une grande maison（大きい家）
  - un petit garçon（小さい男の子）

- 一部の形容詞は特殊な女性形を持つ。
  - la vie longue（長い人生）
  - une fleur blanche（白い花）

- 母音または無音の h から始まる男性名詞の前で男性第二形をとるものもある。
  - un beau + homme → un bel homme（美しい男）
  - un vieux + homme → un vieil homme（老人）